# Tegella norvegica
Tegella norvegica is een mosdiertjessoort uit de familie van de Calloporidae. De wetenschappelijke naam van de soort is voor het eerst geldig gepubliceerd in 1918 door Nordgaard.